# Банська Штявниця (округ)
Округ Банська́ Штявниця (словац. Okres Banská Štiavnica) — округ (район) в Банськобистрицькому краї Словаччини. Площа округу становить — 292.3 км², на якій проживає — 16 794 особи (2007). Щільність населення — 57,45 осіб/км². Адміністративний центр округу — місто Банська Штявниця в якому проживає 10 387 жителів (31.12.2011).

## Історія

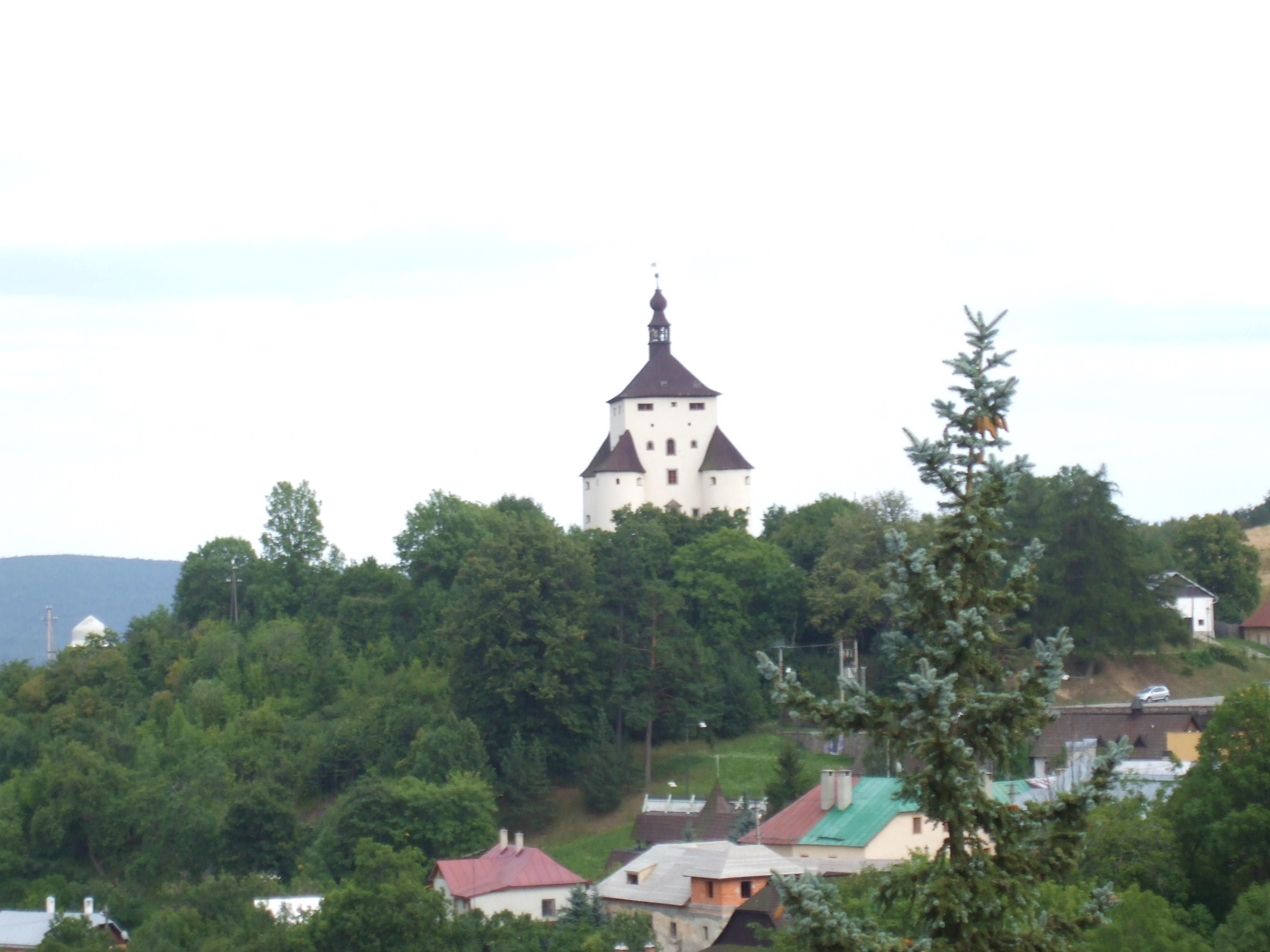
Банська Штявниця Новий замок

До 1918 року більша частина сучасного округу входила до складу історичної області (комітату) Гонт, Угорського королівства, крім північної частини (села Мочіяр та Подгор'є), яка входила складу комітату Теков та східної частини (село Козельник) — до складу комітату Зволен.

## Географія
Округ розташований на заході Банськобистрицького краю, у центральній частині Словаччини. Він межує з округами: на північному заході — Жарновіца та Жьяр-над-Гроном, на північному сході — Зволен, на південному сході — Крупіна (всі округи Банськобистрицького краю); на південному заході — Левіце (округ Нітранського краю).

## Статистичні дані

### Населення
| Рік:            | 1994.  | 2004.   | 2014.   | 2024.   |
| --------------- | ------ | ------- | ------- | ------- |
| Кількість осіб: | 17 028 | 17 046  | 16 367  | 15 350  |
| Різниця:        |        | +0,10 % | -3,98 % | -6,21 % |

| Рік:            | 2023.  | 2024.   |
| --------------- | ------ | ------- |
| Кількість осіб: | 15 407 | 15 350  |
| Різниця:        |        | -0,36 % |

### Національний склад
Національний склад округу, за офіційними даними, є моноетнічним. Основну частину населення тут становлять словаки, понад 94%, всі інші національності складають менше 6% від усієї кількості населення округу.
Дані по національному складу населення округу Банська Штявниця на 31 грудня 2010 року:
- словаки — 94,51%
- роми — 1,85%
- чехи — 0,59%
- угорці — 0,35%
- українці — 0,09%
- німці — 0,09%
- інші національності — 2,61%

### Конфесійний склад 2001
- Католики — 69,2 %
- Лютерани — 9,0 %
- Греко-католики — 0,9 %

## Адміністративний поділ
Округ складається із 15 громад (obec): 14-ти сільських (vidiecka obec) та 1-го міста.

### Міста
Банська Штявниця

### Села
Бадян · Банська Бела · Банськи Студенець · Белуй · Висока · Декиш · Ілія · Козельник · Мочіяр · Подгор'є · Почувадло · Пренчов · Свети Антон · Штявницьке Бане